# Aphyocharax
Rod Aphyocharax patří ke skupině méně početnějších rodů tropických sladkovodních ryb bohaté a členité čeledi tetrovitých (Characidae) jejichž domovem jsou vody tropické jižní a střední Ameriky.

## Popis a charakteristika
Rod byl ustanoven a pojmenován v roce 1868 německým zoologem a především ichtyologem Albertem Güntherem. Aphyocharax je rod čeledi (Characidae), který se od všech ostatních vyznačuje zvláště silně vyvinutou první nadočnicovou lebeční kostí. Proto byl rod Aphyocharax ustanoven samostatně a zařazen do vlastní monotypické podčeledi. Ryby jsou vesměs štíhlé 2,7 až 8 cm a oplývají dlouhým a vřetenovitě protáhlým tělem. V čelistech, mají řadu většinou tříhrotých zubů. Někteří zástupci tohoto rodu jsou oblíbenými a populární sladkovodními akvarijními rybami.

## Systematika
Rod Aphyocharax je aktuálně přiřazena k podčeledi Aphyocharacinae.

## Rozšíření
Druhy rodu Aphyocharax jsou rozšířené v Jižní Americe. Areál rozšíření nalezených druhů pokrývá lokality mnoha povodí od Venezuely po Paraguay. V domovině je nacházíme ve středních a horních vrstvách vodního sloupce říčních toků.

## Chov
Jikrnačky se vytírají do volného prostoru, převážně do spleti kořenů plovoucích a do shluků volně plovoucích rostlin v blízkosti vodní hladiny. Druhy rodu Aphyocharax jsou hejnové ryby středních pásem chovných nádrží. Některé druhy mohou být příležitostně v udržení si životního prostoru teritoriálně dominantní. V péči o potomstvo nevyžadují žádné mimořádné podmínky. Podobně jako u ostatních tetrovitých je většina druhů ryb drobných, mírumilovných a barevných, žijících převážně v hejnech.
Stejně jako v domovském prostředí, vynikne nejlépe barevnost těchto ryb na tmavých pozadích a nad tmavším podložím v chovné nádrži.

## Taxony
- Aphyocharax agassizii (Steindachner, 1882) – tetra jihoamerická
- Aphyocharax alburnus (Günther, 1869) – tetra ouklejotvará
- Aphyocharax analis Nichols, 1915 – tetra manauská
- Aphyocharax anisitsi Eigenmann & Kennedy, 1903 – tetra červenoploutvá
- Aphyocharax colifax Taphorn & Thomerson, 1991 – tetra střední
- Aphyocharax dentatus Eigenmann & Kennedy, 1903 – tetra zubatá
- Aphyocharax erythrurus Eigenmann, 1912 – tetra načervenalá
- Aphyocharax gracilis Fowler, 1940 – tetra útlounká
- Aphyocharax nattereri (Steindachner, 1882) – tetra Nattererova
- Aphyocharax paraguayensis Eigenmann, 1915 – tetra zářivá
- Aphyocharax pusillus Günther, 1868 – tetra drobná
- Aphyocharax rathbuni Eigenmann, 1907 – tetra Rathbunova
- Aphyocharax yekwanae Willink, Chernoff & Machado-Allison, 2003 – tetra erebatská